# Юдина, Лариса Алексеевна
Лари́са Алексе́евна Ю́дина (22 октября 1945, Степной, Астраханская область, РСФСР, СССР — 7 июня 1998, Элиста, Калмыкия, Россия) — советская и российская журналистка, главный редактор газет «Советская Калмыкия», а затем «Советская Калмыкия Сегодня», политический деятель, сопредседатель калмыцкого регионального отделения партии «Яблоко», жертва громкого убийства.

## Биография
Родилась 22 октября 1945 года в Элисте (на тот момент г. Степной). Окончила среднюю школу № 4, год после школы работала в ней пионервожатой, поехала в Москву и поступила на факультет журналистики МГУ. В 1966 году вернулась в Элисту, 13 лет работала корреспондентом газеты «Комсомолец Калмыкии».
С 1978 по 1991 годы была членом КПСС.
С 1979 года работала в старейшей газете республики «Советская Калмыкия» — сперва корреспондентом, затем заведующим отделом, затем главным редактором газеты. После событий августа 1991 года газета была закрыта. 2 сентября 1991 года газета была зарегистрирована как независимая. Юдина была избрана главным редактором .
В конце 1990-х годов была председателем калмыцкого регионального отделения Российской объединённой демократической партии «Яблоко» и боролась с коррупцией в Калмыкии.

### Убийство
7 июня 1998 года Юдина была убита. На её теле были обнаружены многочисленные ножевые ранения; кроме того, у неё был проломлен череп.
29 ноября 1999 года Верховный суд Республики Калмыкия признал виновными в убийстве Юдиной Сергея Васькина и Владимира Шанукова. Васькин в 1993—1994 годах был помощником президента Калмыкии Кирсана Илюмжинова. В 1994 году он был приговорён к 8 годам лишения свободы за то, что сбил насмерть на автомобиле двух подростков. Однако он вскоре был незаконно освобождён и принят на работу в Национальный банк Калмыкии заведующим сектором общественных связей.
Шануков в одной колонии с Васькиным отбывал наказание за покушение на умышленное убийство, умышленное нанесение тяжких телесных повреждений, изнасилование, незаконное ношение огнестрельного оружия и хулиганство, однако был отпущен в отпуск и из отпуска в колонию не вернулся. Судя по показаниям Шанукова, Васькин в марте 1998 года стал говорить ему о том, что Юдина мешает большим людям и что с ней «нужно разобраться». В то время у Шанукова накопилось много долгов, и он, по его словам, понадеялся, что, оказав Васькину такую услугу, заработает достаточно денег, чтобы рассчитаться с кредиторами.
Васькин попросил знакомого Юдиной Тюрбя Босхомджиева организовать встречу Юдиной с неким сотрудником Агентства развития и сотрудничества при президенте Республики Калмыкия, расследованием махинаций которого занималась Юдина.
7 июня 1998 года Юдина встретилась у подъезда своего дома с этим человеком, которым оказался Шануков. Он привёз её в квартиру, где напал на Юдину и стал наносить ей удары по голове заранее подготовленной металлической ножкой от стула, душил её капроновым шнуром, наносил удары кухонным ножом. Юдина от его ударов потеряла сознание. Шануков вызвал по рации находившегося у подъезда Васькина, который, войдя в квартиру и увидев лежащую на полу без сознания Юдину, протянул ему принесённый с собой нож и потребовал добить её. Шануков взял нож Васькина и нанёс им удар Юдиной в область сердца. Завернув труп своей жертвы в полиэтилен и погрузив на заднее сиденье машины Васькина, убийцы поехали на окраину Элисты, к Ярмарочному пруду. Там они бросили тело в воду.
Васькин и Шануков были оба приговорены к 21 году лишения свободы. К 6 годам лишения свободы за укрывательство убийства был приговорён также Андрей Липин, знакомый Шанукова по колонии.
Указом Президента РФ от 9 сентября 2000 года № 1627 с формулировкой «за мужество и самоотверженность, проявленные при исполнении профессионального долга» Юдина была посмертно награждена орденом Мужества.
В мае 2010 Бюро партии «Яблоко» заявило, что выдвижение Кирсана Илюмжинова на пост Президента ФИДЕ от российской шахматной федерации — позор для России в связи с убийством Юдиной, — поскольку организатор убийства был помощником Илюмжинова.

## Память
В память о Ларисе Юдиной был учреждён издательской группой «Восточно-Сибирская правда» конкурс для журналистов региональных газет России и стран СНГ «Вопреки».